# HD 207129
HD 207129 — звезда, принадлежащая спектральному классу G2V. Находится в созвездии Журавль. Видимая звёздная величина составляет 5,58. Известна под обозначениями HD 207129, HIP 107649, HR 8323, IRAS 21450-4732, SAO 230846, 2MASS J21481574-4718129, GJ 838, 1RXS J214814.9-471802, CCDM J21483-4718A, CD-47 13928, CPC 0 19574, CPD-47 9758, FK5 1573, GC 30516, GCRV 13695, HIC 107649, IDS 21418-4746 A, LTT 8704, N30 4807, NLTT 52100, PLX 5262, PLX 5262.00, PPM 327579, SACS 477, SPOCS 943, TD1 28444, TYC 8437-31-1, UBV 18684, UBV M 25926, uvby98 100207129 A, WDS J21483-4718A, [DML87] 526, WEB 19421 и Gaia DR2 6564091190988411520.